# Poetîn, Sribne
Poetîn (în ucraineană Поетин) este un sat în comuna Podil din raionul Sribne, regiunea Cernihiv, Ucraina.

## Demografie
Componența lingvistică a localității Poetîn
     Ucraineană (100%)
Conform recensământului din 2001, toată populația localității Poetîn era vorbitoare de ucraineană (100%).